# ... And the Wings Embraced Us
... And the Wings Embraced Us è il primo album in studio registrato dalla band tedesca gothic metal Lacrimas Profundere e uscito nel 1995. Con l'eccezione di una ristampa russa del 2003 da parte dell'etichetta discografica Irond e una ristampa messicana del 2002 da parte della Scarecrow Records, l'album non è stato mai ripubblicato.

## Tracce
1. Snow – 7:44
2. Perfume of Withered Roses – 7:48
3. Amorous – 7:11
4. Eternal Sleep – 4:59
5. Autumn Morning – 7:56
6. Embracing Wings – 1:59

## Formazione
- Oliver Schmid - chitarra
- Christopher Schmid - chitarra
- Markus Lapper - basso
- Manu Ehrlich - chitarra
- Christian Greisberger - batteria